# Wihni Bakong
Wihni Bakong is een bestuurslaag in het regentschap Aceh Tengah van de provincie Atjeh, Indonesië. Wihni Bakong telt 839 inwoners (volkstelling 2010).